# Oza (la Corunya)
|  | Aquest article tracta sobre la parròquia de la ciutat de la Corunya. Vegeu-ne altres significats a «Oza (desambiguació)». |

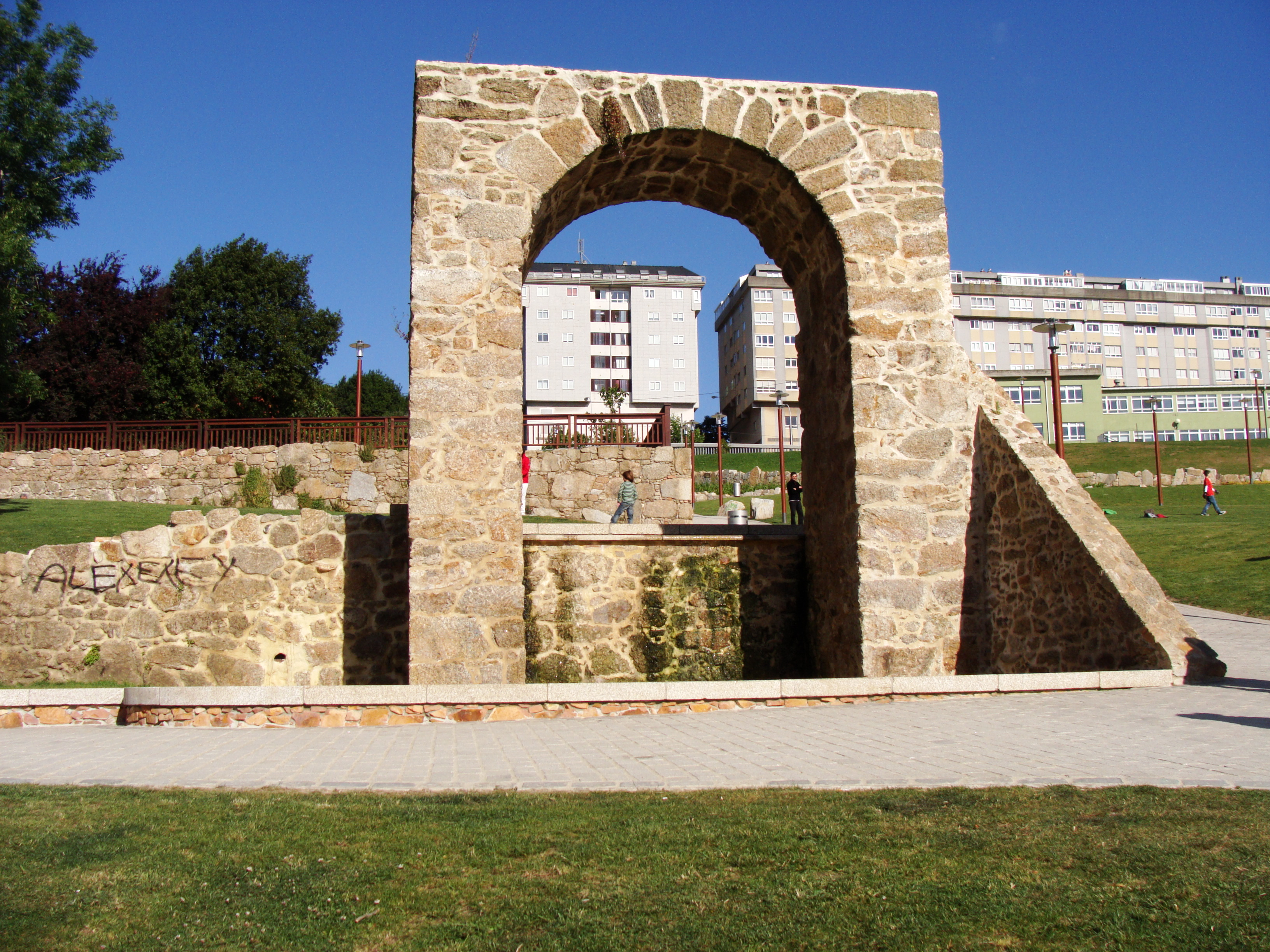
Parc d'Oza

Santa María de Oza és una de les cinc parròquies que formen el municipi de la Corunya, a Galícia. Es troba a l'est del terme municipal i va pertànyer al municipi d'Oza fins al 1912, any en què aquest és annexionat al de la Corunya. Hi destaqen la Capella de Santa María de Oza, l'Església de Santa María de Oza, el Far d'Oza i la Platja d'Oza.

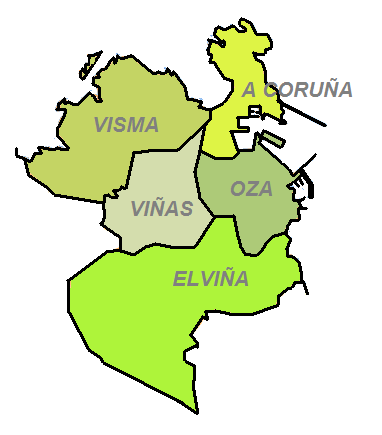
La parròquia d'Oza es troba a l'est del terme municipal de la Corunya.

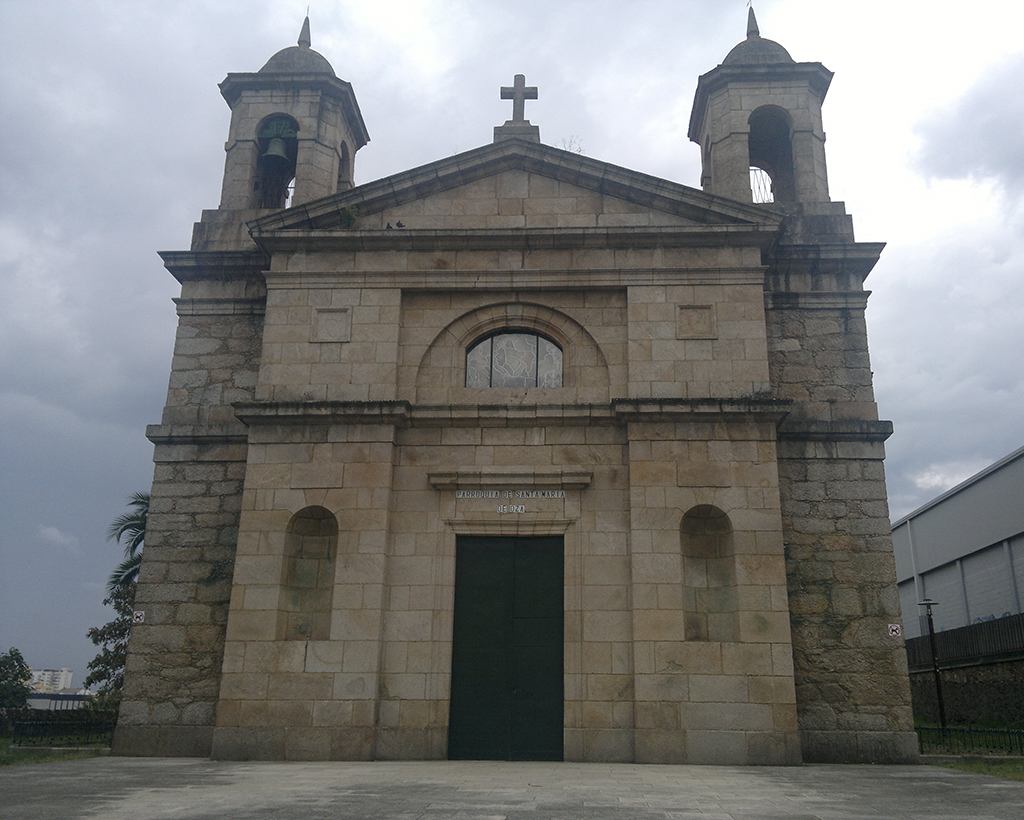
Església de Santa María de Oza

Després de l'aprovació de la Constitució espanyola de 1812 i la creació dels ajuntaments constitucionals, la parròquia de Santa María de Oza es va integrar al municipi d'Oza juntament amb les parròquies de San Cristovo das Viñas, San Vicenzo de Elviña i San Pedro de Visma. El 1912, el municipi de la Corunya va annexionar el municipi d'Oza i va passar a ser una de les cinc parròquies de la Corunya.
L'any 2014 tenia 6.339 habitants repartits entre 14 entitats de població: Agramonte, Casabranca, Casanova de Eirís, Castaño de Eirís, As Cernadas, O Corgo, Curramontes, Eirís de Abaixo, Eirís de Arriba, A Madosa, Monserrat, Monte Mero, Monte tras da Costa i As Xubias. Bona part dels barris de la parròquia formen part de la trama urbana de la ciutat de la Corunya i, per tant, no es tenen en compte en el cens de població anterior.